# Визуальная культура

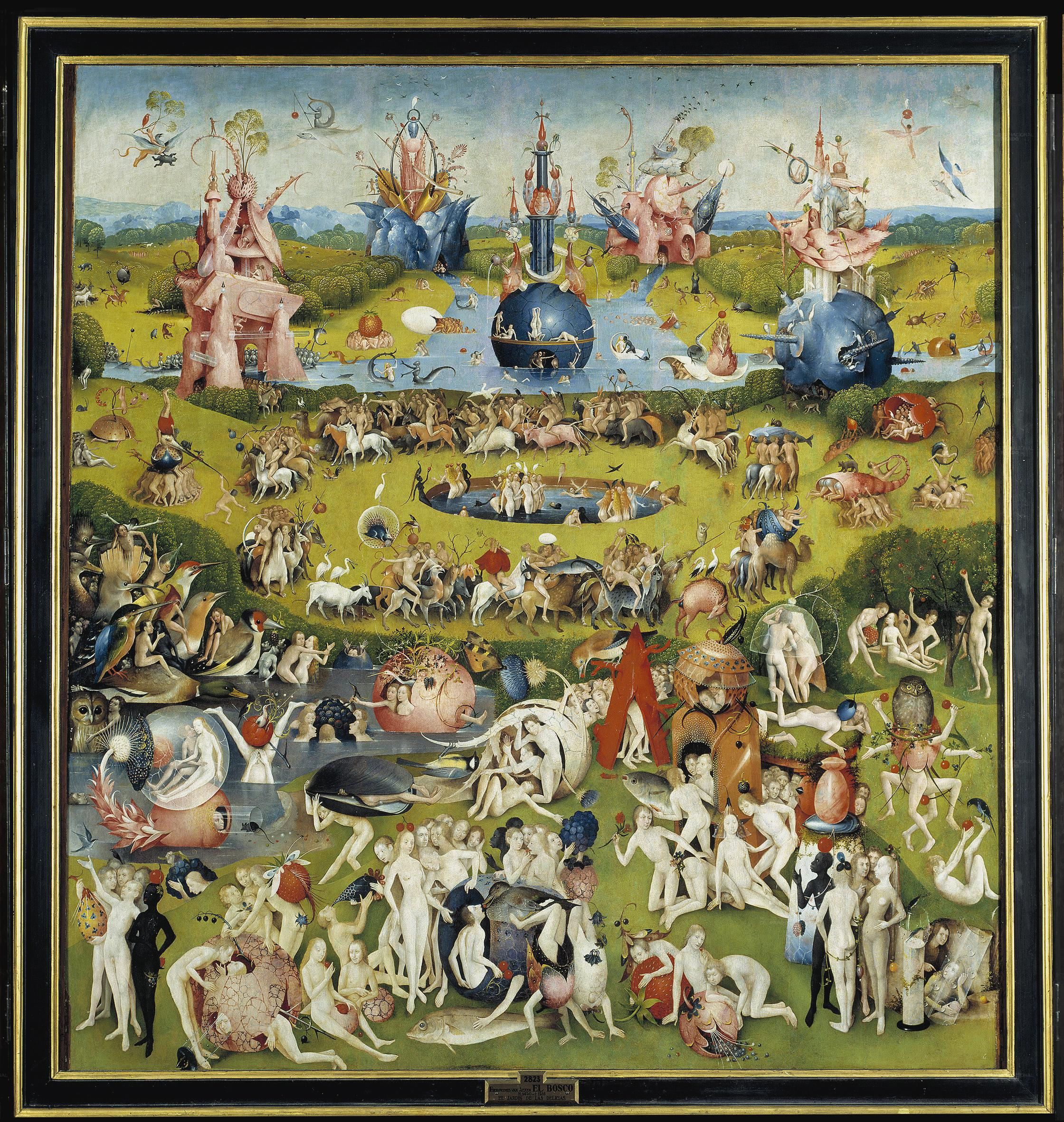
Иероним Босх, «Сад земных наслаждений» (ок. 1480 - 1505). Музей Прадо (Испания)

Визуальная культура (англ. Visual culture) — это академическое поле исследования, которое обычно включает в себя некоторые комбинации культурологии, истории искусства, критической теории, философии, антропологии, и фокусируется на зрительных образах.
Сама по себе визуальная культура постепенно становится преобладающей формой культуры как таковой.

## Обзор визуальной культуры
В среде теоретиков, работающих в самых разных сферах современной культуры, визуальные исследования часто пересекается с киноведением, психоанализом, гендерными исследованиями и другими. Они также могут включать в себя исследования видео игр, комиксов, рекламу, интернет и любую другую среду, которая содержит в себе зрительную составляющую.
Гибкость и многогранность поля исследования начинается с ряда объектов, которые включают в себя термин «визуальной культуры», визуальное содержание которых само по себе стремится насытить зрителя, а также «визуальными технологиями», которые служат для того, чтобы увеличить потенциальные зрительные возможности.
Визуальная культура как некая повседневная среда жизни современного человека характеризуется Николасом Мирзоеффом следующим образом:
- глобализацией,
- высокой скоростью производства и потребления зрительных продуктов,
- экранностью,
- преобладанием визуальных медиа во всех сферах повседневной жизни,
- ослабеванием критического мышления.

## История визуальной культуры
Современная культура в настоящий момент преимущественно описывается как визуальная. Визуальная культура, известная также как визуальные исследования, являются новым полем для изучения культурного конструирования визуального в искусстве, медиа и повседневной жизни. История искусств XX века показала, что искусство тесно связано с идеологией, социальными мифами и экономикой, а вовсе не является некой «автономной сферой художественного творчества». Таким образом, понадобилось выработать новый механизм анализа «классического искусства», а также появления новых видов визуального. Так появилась наука, известная нам как Визуальные исследования. Это область исследований, где в фокусе находятся те процессы, с помощью которых создается значение в культурном контексте. Междисциплинарной наукой визуальные исследования стали в конце 1980-х годов, когда классические дисциплины, такие как: история искусств, теория кино, антропология и др, столкнулись с постструктурализмом и культурными исследованиями.

## Задачи визуальной культуры
Уильям Митчелл интерпретировал наплыв изображений, присущий современности, как «пикториальный поворот» и отметил, что уклон в сторону зрительного, есть некоторое возвращение к мифологии технологически развитых культур. Ролан Барт, в свою очередь, считал, что мифология создаётся человеком для того, чтобы придать окружающему миру значение. Из этого можно сделать вывод о том, что насыщая нашу жизнь зрительным, мы преследуем некие цели. Визуальные исследования своей задачей видят попытку расшифровать этот способ коммуникации. Таким образом, визуальные исследования во многом отталкиваются от культурных исследований, психоанализа, семиотики, культурологии и постструктурализма.

## Визуальный поворот
Визуальный поворот, согласно Митчеллу, пришёл на смену лингвистическому повороту, благодаря переходу от вербального способа передачи информации в средствах массовой коммуникации к зрительным образам, и оказал мощнейшее влияние на формирование нового вида исследований, дал толчок к появлению нового междисциплинарного сообщества. Специалисты в сфере классического искусства, которые интерпретировали зрительные аспекты традиционно, отошли назад и вынуждены были дать возможность высказаться новым теоретикам, которые выстраивали свой анализ в ключе междисциплинарных исследований, и пытались изучить и рассмотреть визуальные искусства со всех сторон. Чуть позже стало ясно, что ни историки искусства, столь долго владевшие правом анализа, ни эксперты в области средств массовой информации, не могут обладать «визуальными искусствами» как собственностью, и никаких европейских «соглашений» на визуальную интерпретацию недостаточно. Киноведение, исследование тв-программ, массовой культуры и другого должны рассматриваться в контексте современных философских исследований и социальных теорий.

## Составляющие визуальной культуры
По мнению антропологов, визуальная культура состоит из 4 элементов:
- Понятия. Упорядочивает опыт, содержится главным образом в языке.
- Отношения. Помогает выяснить, как те или иные части мира связаны между собой: в пространстве, времени и тп.
- Ценности. Основа нравственных принципов, характеризуют цели, к которым человек должен стремиться, исходя из общепринятых убеждений.
- Правила. Некий регулятор поведения людей в соответствии с ценностями визуальной культуры.

## Технологии
В связи с изменением технологических аспектов визуальной культуры, и желанием научного метода систематизировать то, что представляет собой «визуальное», множество аспектов визуальной культуры соединились вместе с научным методом и технологиями, включающими в себя цифровые медиа, когнитивную науку, неврологию, теорию образа и теорию мозга.